# Mario Rossi (calciatore)
Mario Rossi (Arezzo, 20 maggio 1935 – Arezzo, 22 maggio 1998) è stato un calciatore italiano, di ruolo portiere.

## Carriera

### Giocatore
Ha totalizzato 11 presenze nella Serie A 1963-1964 con la maglia del Messina. Ha inoltre collezionato 98 presenze in Serie B difendendo i pali di Livorno, Messina ed Arezzo.

### Allenatore
A partire dall'undicesima giornata del campionato di Serie B 1974-1975 è subentrato a Gianfranco Landoni nel ruolo di allenatore dell'Arezzo, incarico mantenuto fino a fine stagione.

## Palmarès

### Giocatore

#### Competizioni nazionali
- Serie B: 1

Messina: 1962-1963
- Serie C: 1

Arezzo: 1968-1969